# Том Ешлі
Том Ешлі  (англ. Tom Ashley, 11 лютого 1984) — новозеландський яхтсмен, олімпійський чемпіон.

## Виступи на Олімпіадах
| Олімпіада  | Дисципліна  | Місце |
| ---------- | ----------- | ----- |
| Афіни 2004 | віндсерфинг | 10    |
| Пекін 2008 | віндсерфинг | 1     |